# Ян Бєганьський
Ян Бєганьський (пол. Jan Biegański, нар. 4 грудня 2002, Ґлівіце, Польща) — польський футболіст, півзахисник клубу «Лехія» (Гданськ) та молодіжної збірної Польщі.

## Клубна кар'єра
Ян Бєганьський є уродженцем міста Ґлівіце. Грати у футбол починав у молодіжній команді клубу «Катовіце». У 2015 році футболіст перейшов до клубу ГКС «Тихи». В першій команді Бєганьський дебютував у сезоні 2017/18 і таким чином став наймолодшим дебютантом в історії клуба. У наступному сезоні Бєганьський прийняв капітанську пов'язку. Став наймолодшим капітаном в історії футболу. На той час Яну ще не виповнилося 16 - ти років.
1 січня 2021 року на правах вільного агента Бєганьський перейшов до клубу Екстракласи «Лехія» з Гданська. Першу гру у складі нової команди Бєганьський провів 30 січня 2021 року.

## Збірна
З 2018 року Ян Бєганьський регулярно отримує виклики у юнацькі збірні Польщі всіх вікових категорій. З 2021 року він є гравцем молодіжної збірної Польщі.